# Луо Бей
Луо Бей (кит. трад.: 羅北; 25 травня 1933, Гонконг — 14 лютого 2024) — гонконзький і тайванський футболіст, що грав на позиції захисника. Відомий насамперед за виступами у складі збірної Тайваню на низці міжнародних турнірів, зокрема був у її складі переможцем Азійських ігор 1958 року.

## Біографія
На клубному рівні Луо Бей грав за гонконзький футбольний клуб КМБ. З 1958 року Луо Бей грав у складі збірної Тайваню. У цьому році у складі збірної, яка виступала як Республіка Китай, Луо став переможцем футбольного турніру Азійських ігор. У 1960 році у складі збірної футболіст брав участь у футбольному турнірі Олімпійських ігор, а також у складі збірної став бронзовим призером Кубка Азії. У 1966 році Луо Бей грав у складі тайваньської збірної на Азійських іграх. У 1968 році футболіст був у складі збірної на Кубку Азії, проте на поле не виходив.
Після завершення виступів на футбольних полях Луо Бей став футбольним тренером. На початку тренерської кар'єри він тренував гонконзький клуб «Юнь Лон». У 1977—1981 роках Луо Бей був головним тренером збірної Тайваню. Одночасно Луо Бей у 1975—1989 роках очолював тайваньський клуб «Флаїнг Кемел». У 1990—1991 колишній футболіст очолював гонконзький клуб «Істерн».

## Титули і досягнення
- Переможець Азійських ігор: 1958
- Бронзовий призер Кубка Азії: 1960